# Chrysocerca timorina
Chrysocerca timorina är en insektsart som beskrevs av Eduard Handschin 1935. Chrysocerca timorina ingår i släktet Chrysocerca och familjen guldögonsländor. Inga underarter finns listade i Catalogue of Life.